# کلارا نوا
سیدنی ویزر (زاده ۷ اکتبر ۱۹۸۶) که به‌طور حرفه ای با نام کلارا-نووا شناخته می‌شود، با نام CLARA-NOVA یک هنرمند پاپ مستقل الکترونیکی فرانسوی-آمریکایی مستقر در لس آنجلس است. او یک نوازنده گیتار، نوازنده کیبورد و خواننده است که تا به حال ۳ آلبوم و 1 EP را با مجموعه ای پی دیگر برای سال ۲۰۱۸ منتشر کرده‌است.
سیدنی ویزر در لس آنجلس به دنیا آمد، اما تابستان‌ها را با پدر موسیقی‌دان و فیلم‌ساز فرانسوی‌اش، ژاک ویزر، در پاریس گذراند. او از کالج موسیقی برکلی در بوستون، ماساچوست فارغ‌التحصیل شد و سپس زمان خود را بین نیویورک، نیویورک و لس آنجلس، کالیفرنیا و ساخت موسیقی خود تقسیم کرد. او تحت تأثیر جف باکلی، سرژ گینزبورگ، روفوس وین رایت، لودون وین رایت سوم بود. و لئونارد کوهن، و همچنین زنانی مانند فیست و بیانسه.